# Schizofrenia rezydualna
Schizofrenia rezydualna – wystąpienie rozwoju schizofrenii, w którym nastąpiło zwiększenie się występowania długo trwających (choć niekoniecznie nieodwracalnych) objawów negatywnych przy jednoczesnym upływie, zwykle przyjmuje się, co najmniej roku niewystępowania (lub występowania w ograniczonym zakresie) objawów pozytywnych.
Do objawów zalicza się zmniejszenie kontaktów z innymi ludźmi i dbałości o siebie, małą aktywność emocjonalną (ograniczenie aktywności, zobojętnienie uczuciowe, spłycenie afektu, zmniejszenie wypowiedzi i modulacji głosu) oraz komunikację pozawerbalną.
Schizofrenii rezydualnej nie należy mylić ze schizofrenią prostą, w której od początku, powoli, rozwijają się jedynie objawy negatywne.